# لمان سام
لمعان سام (بالتركية: Leman Sam لمعان سام)‏ (22 فبراير 1951 ، أوسكودار، أسطنبول، تركيا)، هي مطربة تركية.

## حياتها الخاصة
ولدت لمان سام في عام 1951. هي ذو أصل روماني، ولكنها قضت سنوات طفولتها في الأناضول. ولكنها تعرف بأنها أناضولية كاملة على الرغم من أصلها الروماني. وقد تلقت تعليمها في العديد من مجالات مثل الدراما، التمثيل الصامت، الرقص، والتدريب. وبعد فترة قصيرة عملت كعازفة ومطربة في الأوبرا.

## حياتها العملية
وبجانب اسلوبها المميز، فأنها قد نالت اعجاب الجمهور بغنائها للأغانى الشعبية التركية. وخاصة فقد وضعت الاغانى الشعبية الأذرية في ألبوماتها. وبالإضافة إلى ذلك فان لمان سام هي مطربة غنيت اغانيها بحوالى ما يقرب من 20 لغة منها الرومانية، الفرنسية، والأسبانية. وقد قامت الفنانة التي لم تجذب انتباه الأعلام كثيرا، بعمل الكثير من الحفلات الفنية في الكثير من المدن والدول المختلفة.
في البداية بدأت بالحفلات الدبلوماسية: فقد قدمتها إلى رئيس جمهورية البرتغال ماريو سواريز ، ملك ماليزيا والعائلة الملكية. وبجانب هذا فقد انضمت إلى مهرجان السوبوت، عبدى ابكجى للسلام، حفل جمعية الصداقة، حفل تركمان عشق أباد، مهرجان كوراكاو العالمى.
تزوجت لمان سام وانجبت طفلتين شيفال سام ، شهيناز سام.
وقد قدمت سام العديد من الحفلات فيما يخص موضوعات الحياة الطبيعية والبرية وكفاية حمايتها، وحياة الحيوان، وقامت من خلال ذلك تنفيذ العديد من أنشطة التوعية في المجتمع. وقد قامت فيزونتلى توبا التي تأثرت بحياة سام بتقديمها دورها بتصوير يلماز أردوغان.

## أخرى

### مسؤولياتها
إذا هذا لم يعطى درس للأمة في انتخابات السلطة، فستنتهى أراضى الأناضول الجميلة (لمان سام ، حساب تويتر الخاص بها)
قد عرفت لمان سام باهتمامتها بمجال البيئة، حقوق الإنسان، حقوق الحيوان، والأحداث المختلفة المتعلقة بشؤون المجتمع. وفي عام 2009 من اجل اعطاء الدعم الموجه لحل المشكلة الكردية من اجل المبادرة الديمقراطية، فقد قامت بالانضمام إلى استفتاء مكون من 282 فنان من أجل وضع مبادرة الفن للسلام.
وقد ساهمت في الأنشطة المختلفة في تركيا عقب الاثار الضارة التي تسبب في تركيا عقب انفجار المفاعل تشيرنوبيل، وفي العام الثالث والعشرون تم محو (تشيرنوبيل)، وفي عام 2009 فقد بدأت بعمل حفلات مضادة للأسلحة النوورية، وذلك في سينوب من اجل المستقبل.
وقد قالت الفنانة مرة أخرى في عام 2013 في حديقة تقسيم فيما يتعلق ببناء ثكنات المدفعية:
وفي عام 2013 اثناء الاحتجاجات من قبل الشرطة في حديقة تقسيم، فقد قاموا باطلاق الغازات المسيلة للدموع، ونتيجة لذلك فقد توفي شاب يبلغ من العمر خمسة عشر عاما يسمى بيركين أيلفان ، وقد ادانت بذلك الفنانة على حسابها الخاص بتويتر موقع التواصل الاجتماعى القتل (القتل ضد جميع الأطفال) وبدأت بنشر هذه الحملة.
وقد قامت لمان سام بأظهار الكوارث التي تحدث في سوما من خلال مصيبة عمال المناجم اللذين فقدوا حياتهم نتيجة للاحتياج، وهجوم رجال الشرطة على المعتصمين (انتهبوا، انظروا بعيدا، أنتم تؤدون إلى الموت الكثير، وتقومون بتفريق المتظاهرين بالغازات المسيلة للدموع، لا يكفى الضرب بتقومون بالقتل أيضا).

### ألبوماتها
- 1988: أغاني ليفاني
- 1990 : دعوة
- 1992: اصوات اياك
- 1994: الصور القديمة
- 1998: ايلا
- 2012: إلى أي مدى

## وصلات خارجية
- لمان سام على موقع ميوزك برينز (الإنجليزية)
- لمان سام على موقع ديسكوغز (الإنجليزية)
- هناك فئة الوسائط المتعددة المتعلقة ب لمان سام في كومنز ويكيبديا

* الموقع الرسمي
- لمان سام في تويتر